# Moonlight Bay
"Moonlight Bay" is een nummer met tekst van Edward Madden en muziek van Percy Wenrich. Het nummer werd in 1912 gepubliceerd. Het wordt vaak gezongen in barbershopstijl.

## Versies

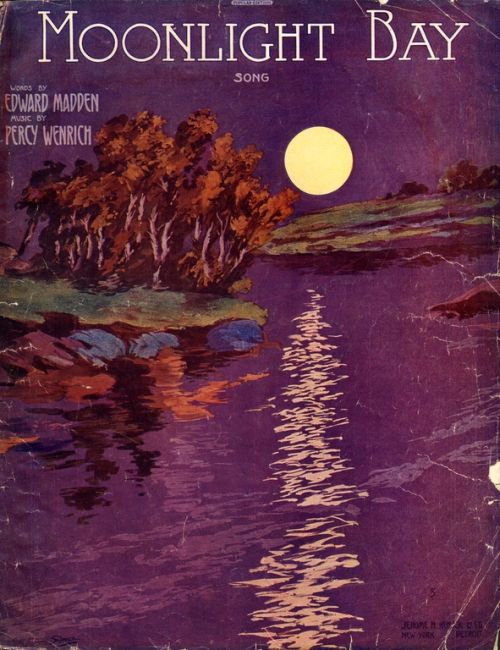
Voorkant van de bladmuziek van "Moonlight Bay", gepubliceerd in 1912.

In 1912 werden de eerste succesvolle opnames van "Moonlight Bay" opgenomen door onder meer het American Quartet en Dolly Connolly. Op 22 maart 1937 nam het orkest van Glenn Miller een swingversie van het nummer op. In 1940 zong Alice Faye het nummer in de film Tin Pan Alley; in 1962 zette zij een nieuwe versie op haar album Alice Faye Sings Her Greatest Movie Hits. In 1940 namen The Mills Brothers het nummer op voor Decca Records. In 1951 bereikten Bing Crosby en zijn zoon Gary de veertiende plaats in de Billboard Hot 100 met hun versie van het nummer.
In 1937 was "Moonlight Bay" te horen in Porky's Duck Hunt, de eerste cartoon van Daffy Duck. In 1942 zong Porky Pig het in de cartoon My Favorite Duck. In 1942 kwam het nummer voor in de film Ship Ahoy en wordt het gespeeld door het orkest van Tommy Dorsey. In 1951 werd het nummer door Doris Day en Gordon MacRae gezongen in de bijna gelijknamige film On Moonlight Bay. Day zette een soloversie op haar album On Moonlight Bay, met nummers uit de film. Het nummer komt regelmatig voor in de televisieserie Hey Arnold!
In 1963 zongen The Beatles "Moonlight Bay" in het televisieprogramma Two of a Kind met de komieken Eric Morecambe en Ernie Wise. Het nummer werd gezongen door John Lennon, Paul McCartney, George Harrison en Wise, met Ringo Starr op de drums, terwijl Morecambe verkleed als een Beatle het nummer op humoristische wijze probeert te verstoren. Deze versie verscheen in 1995 op het compilatiealbum Anthology 1 en kwam tevens voor in de documentaire The Beatles Anthology.